# Philip Kaufman
Philip Kaufman (ur. 23 października 1936 w Chicago, Illinois) – amerykański reżyser i scenarzysta.

## Filmografia

### Reżyser
- 1965 – Goldstein
- 1967 – Fearless Frank
- 1972 – Wielki napad w Minnesocie (The Great Northfield Minnesota Raid)
- 1974 – The white dawn
- 1978 – Inwazja łowców ciał (Invasion of the Bodysnatchers)
- 1979 – Włóczęgi (The Wanderers)
- 1983 – Pierwszy krok w kosmos (The Right Stuff)
- 1988 – Nieznośna lekkość bytu (The Unbearable Lightness of Being)
- 1990 – Henry i June (Henry & June)
- 1993 – Wschodzące słońce (Rising sun)
- 2000 – Zatrute pióro (Quills)
- 2004 – Amnezja (Twisted)
- 2012 – Hemingway i Gellhorn (Hemingway & Gellhorn)

### Scenarzysta
- 1976 – Wyjęty spod prawa Josey Wales – Reżyseria: Clint Eastwood
- 1980 – Poszukiwacze zaginionej Arki (Raiders of the Lost Ark) – Reżyseria: Steven Spielberg. Projekt scenariusza, autorem finalnej wersji jest Lawrence Kasdan.

## Wybrane nagrody i nominacje
- nominacja do Oscara 1989 w kategorii: najlepszy scenariusz adaptowany za Nieznośną lekkość bytu[2]
- Nagroda BAFTA 1989 w kategorii: najlepszy scenariusz adaptowany za Nieznośną lekkość bytu
- nominacja do Nagrody Emmy 2012 w kategorii: najlepsza reżyseria miniserialu, filmu telewizyjnego lub dramatycznego programu specjalnego za Hemingway i Gellhorn